# Liste der Monuments historiques in Béganne
Die Liste der Monuments historiques in Béganne führt die Monuments historiques in der französischen Gemeinde Béganne auf.

## Liste der Bauwerke
| Bezeichnung     | Beschreibung                    | Standort                  | Kennzeichnung | Schutzstatus | Datum | Bild           |
| --------------- | ------------------------------- | ------------------------- | ------------- | ------------ | ----- | -------------- |
| Schloss L’Etier | ab dem 15. Jahrhundert          | westlich des Ortes (Lage) | PA00091023    | Inscrit      | 1976  |                |
| Schloss Léhélec | aus dem 17. und 18. Jahrhundert | westlich des Ortes (Lage) | PA00091022    | Inscrit      | 1966  | weitere Bilder |

## Liste der Objekte
- Monuments historiques (Objekte) in Béganne in der Base Palissy des französischen Kultusministeriums